# Rettender Ruin
Rettender Ruin (Originaltitel: A Successful Calamity) ist eine US-amerikanische Filmkomödie aus dem Jahr 1932 von John G. Adolfi mit George Arliss und Mary Astor in den Hauptrollen. Der Pre-Code-Film wurde von Warner Bros. produziert und basiert auf dem 1917 uraufgeführten Bühnenstück A Successful Calamity von Clare Kummer.

## Handlung
Nach einer langen Geschäftsreise in Europa ist der Bankier Henry Wilton froh, wieder nach Hause zu seiner Frau Emmy und seinen beiden Kindern Peggy und Eddie zu kommen. Zu seiner Enttäuschung ist niemand da, der ihn vom Bahnhof abholt. Alle in der Familie scheinen beschäftigt zu sein. Henry entdeckt, dass Emmy sein Arbeitszimmer umdekoriert und seinen geliebten alten Sessel entfernt hat. 
Auch nach einer Woche ist es für Henry nicht möglich gewesen, einen Abend mit seiner Familie zu verbringen. Er fragt seinen Butler Connors, warum die Armen so ein reiches Familienleben haben. Connors weist ihn darauf hin, dass den Armen das Geld fehlt, um jeden Abend auszugehen. Henry gibt daraufhin vor, ruiniert zu sein. Seine Familie gibt die abendlichen Pläne auf und verbringt mit Henry einen schönen Abend. Henrys Geschäftsrivale Partington hört von den Gerüchten um Henrys Ruin. Aus Angst vor einem Wertverlust seiner eigenen Aktienbestände will er diese so schnell wie möglich verkaufen. Durch einen Strohmann kann Henry das Paket zu einem extrem niedrigen Preis erwerben und sich so an Partington für dessen frühere Betrügereien rächen.
Zufrieden enthüllt Henry seiner Familie, dass er nicht ruiniert sei. Zu seiner Freude will Peggy nun doch nicht den eingebildeten George Struther wegen seines Geldes heiraten. Vielmehr will sie Larry Rivers heiraten, den sie liebt. Eddie verkündet, dass er eine Arbeitsstelle gefunden hat. Henry erhält einen Brief von Emmy und befürchtet, dass sie ihn verlassen hat, weil er nicht mehr wohlhabend ist. Er erfährt jedoch, dass Emmy ihren Schmuck verkauft hat, um ihn zu unterstützen. Nun wissen alle, dass sie doch nicht verarmt sind. Emmy wundert sich, wie vorher schon Henry, über das reiche Familienleben armer Leute. Henry antwortet ihr mit Connors Hinweis, dass es ihnen an Geld fehle, um jeden Abend auszugehen.

## Hintergrund
Gedreht wurde der Film in den Warner-Studios in Burbank.
Anton Grot oblag die künstlerische Leitung. Leo F. Forbstein dirigierte das Vitaphone-Orchester.
In kleinen nicht im Abspann erwähnten Nebenrollen traten Bill Elliott, Allan Lane und Claire McDowell auf.

## Veröffentlichung
Die Premiere des Films fand am 100. August 1932 in London statt. Der Kinostart in den USA erfolgte am 17. September 1932. In der Bundesrepublik Deutschland wurde er am 29. September 1965 im deutschen Fernsehen ausgestrahlt.

## Kritiken
Das Lexikon des internationalen Films schrieb: „Der antiquierte, aber unverändert witzige Film propagiert die allzu simple Formel "arm gleich glücklich".“
Die Variety bemängelte, der Geschichte sei durchsetzt mit lächerlichen Kunstgriffen und Charakteren aus Pappmaché, die nur durch das kühle, freundliche und gemäßigte Spiel von George Arliss gerettet werde. Technisch sei die Produktion schön gemacht und auch schön von der Besetzung gespielt, doch das verstärke nur das Gefühl, dass es sich um eine dumme literarische Erfindung handele.
Der Kritiker des TV Guide sah eine leichtgewichtige Komödie, die die Realität für die strahlende Perspektive etwas dehnt.